# Halo galaktyczne
Halo galaktyczne – sferyczny obszar otaczający dysk galaktyk spiralnych (także Drogi Mlecznej).
Termin ten może określać:
- Halo gwiazdowe – składające się głównie ze starych gwiazd (II populacji), skupionych w gromady kuliste.
- Halo gazowe (korona galaktyczna) – zbudowane z wysokozjonizowanego gazu.
- Halo ciemnej materii – o nieznanej budowie, zawierające większość masy galaktyki. O jego obecności wnioskuje się z widocznego wpływu grawitacyjnego na ruch obrotowy galaktyki.

W galaktykach eliptycznych nie istnieje wyraźna granica między ciałem galaktyki a halo.